# ジャーキング
ジャーキング（英語: hypnic、hypnagogic jerk）は、不随意の筋肉の痙攣である。

## 概要
ジャーキングは、入眠状態へ移行するときに発生する不随意の筋肉の痙攣（ミオクローヌス）。スリープ・スターツ（Sleep Starts）とも呼ばれる。よく感電や落下する感覚と表現され、体がびくっと動く。
ジャーキングの極端な場合は周期性四肢運動障害に分類される。この障害を抱える人は寝ている間ずっとジャーキングが起こっている。ジャーキングの原因は不明であるが、ある仮説では、入眠時の筋肉の弛緩を、眠っている状態で高所から落下したと、脳、脊髄が間違って神経伝達するのだとされている。長時間起きているときや、眠いのを我慢しているときや、疲れている時にジャーキングは起こりやすい。